# (73678) 1988 TY
1988 TY (asteróide 73678) é um corpo celeste do Cinturão de Asteroides, localizado entre Marte e Júpiter, a 1,8267374 UA. Possui uma excentricidade de 0,2449835 e um período orbital de 1 374,58 dias (3,76 anos).
1988 TY tem uma velocidade orbital média de 19,14841841 km/s e uma inclinação de 5,26051º.
Esse asteróide foi descoberto em 13 de Outubro de 1988 por S. Ueda, H. Kaneda.